# Chetogaster auriceps
Chetogaster auriceps är en tvåvingeart som beskrevs av Paramonov 1968. Chetogaster auriceps ingår i släktet Chetogaster och familjen parasitflugor. Inga underarter finns listade i Catalogue of Life.